# Amietophrynus gracilipes
Amietophrynus gracilipes är en groddjursart som först beskrevs av George Albert Boulenger 1899.  Amietophrynus gracilipes ingår i släktet Amietophrynus och familjen paddor. IUCN kategoriserar arten globalt som livskraftig. Inga underarter finns listade i Catalogue of Life.